# Ühlingen-Birkendorf
Ühlingen-Birkendorf est une commune située dans la partie méridionale de l'Allemagne, sur les contreforts de la Forêt-Noire. Elle fait partie de l'arrondissement de Waldshut, dans le land de Bade-Wurtemberg.
L'habitat est constitué de 8 villages répartis sur un territoire parcouru par quatre importants cours d'eau : le Schwarza, la Mettma, la Schlücht et la Steina. L'altitude moyenne est de 644 mètres.

## Les différentes communes
Dans le cadre de la réforme des communes dans le Bade-Wurtemberg, les municipalités suivantes (auparavant indépendantes) se sont regroupées autour d'Ühlingen.
- 1er juillet 1971: Hürrlingen
- 1er juillet 1972: Obermettingen
- 1er décembre 1972: Riedern am Wald
- 1er janvier 1974: Untermettingen
- 1er janvier 1975: Berau, Birkendorf et Brenden

Au 1er janvier, la commune d'Ühlingen est renommée Ühlingen-Birkendorf.

## Jumelages
La commune est jumelée depuis 1973 avec la commune française de Machecoul en Loire Atlantique et depuis 1992 avec la commune japonaise Asahi-son de la préfecture Yamaguchi.

## Personnalités liées à la commune
Georg Gänswein: (30 juillet 1956) né à Riedern am Wald dans le Bade-Wurtemberg en Allemagne, archevêque allemand de l’Église catholique, préfet de la maison pontificale et secrétaire personnel du pape Benoît XVI.